# 伊福島
66°38′S 139°44′E / 66.633°S 139.733°E
伊福島是南極洲的島嶼，位於阿黛利地，屬於地質學群島的一部分，處於埃萊娜島東南面0.3公里，在1840年由法國探險隊命名和繪入地圖。